# Tableau du Regne Vegetal
Tableau du Regne Vegetal (abreviado Tabl. Regn. Vég.) es un libro con ilustraciones y descripciones botánicas que fue escrito por el botánico, pteridólogo, y micólogo francés Étienne Pierre Ventenat y publicado en París en 4 volúmenes en el año 1799 con el nombre de Tableau du Règne Végétal, Selon de Méthode de Jussieu.